# 이경호 (곤양 군수)
이경호(李璟鎬, 1858 ~ 1894)는 전의 이씨 대사성공파 30대손으로 곤양(현 경남 사천) 군수를 지냈으며, 조선 말 동학 농민 운동 중 황토현 전투에 관군 대장으로 참전하여 전사하였다.
대한제국 고종황제의 주영 서리공사로서 런던에서 활동하다 순국자결한 이한응 열사의 아버지이다.